# Bringtjärnen, Härjedalen
Bringtjärnen är en sjö i Härjedalens kommun i Härjedalen och ingår i Ljusnans huvudavrinningsområde. Sjön har en area på 0,0647 kvadratkilometer och ligger 584,2 meter över havet.

## Delavrinningsområde
Bringtjärnen ingår i det delavrinningsområde (686339-140665) som SMHI kallar för Ovan Storvasslan. Medelhöjden är 535 meter över havet och ytan är 34,54 kvadratkilometer. Räknas de 15 avrinningsområdena uppströms in blir den ackumulerade arean 188,7 kvadratkilometer. Blädjan som avvattnar avrinningsområdet har biflödesordning 3, vilket innebär att vattnet flödar genom totalt 3 vattendrag innan det når havet efter 285 kilometer. Avrinningsområdet består mestadels av skog (74 procent) och sankmarker (19 procent). Avrinningsområdet har 0,14 kvadratkilometer vattenytor vilket ger det en sjöprocent på 0,4 procent.